# Sarniw
Sarniw (ukr. Сарнів) – wieś na Ukrainie, w obwodzie chmielnickim, w rejonie chmielnickim, w hromadzie Wijtiwci. W 2001 liczyła 452 mieszkańców, spośród których 450 wskazało jako ojczysty język ukraiński, 1 rosyjski, a 1 bułgarski.